# Tripod
Tripod er et australsk satirisk band, som specialiserer sig i improvisationskomik, parodier og satire. Gruppen har, som navnet antyder, tre medlemmer: Scott "Scod" Edgar, Simon "Yon" Hall og Steven "Gatesy" Gates. Deres sange spænder over mange genrer og er primært opført akustisk.
| Musikgruppe | Spire Denne artikel om en australsk musikgruppe er en spire som bør udbygges. Du er velkommen til at hjælpe Wikipedia ved at udvide den. |